# Rio Brebu (Timiş)
O Rio Brebu é um rio da Romênia afluente do Timiş, localizado no distrito de Caraş-Severin.